# Joe Alwyn
Pour les articles homonymes, voir Alwyn.
Joe Alwyn, est un acteur britannique, né le 21 février 1991 à Londres en Angleterre. Il est connu pour le rôle du soldat Billy Lynn dans Un jour dans la vie de Billy Lynn d'Ang Lee et La Dernière lettre de son amant.

## Biographie

### Jeunesse et Formation
Joe Alwyn, de son vrai nom Joseph Matthew Alwyn, est né le 21 février 1991 à Londres, dans le quartier de Crouch End. Il a deux frères, Patrick et Thomas Alwyn.
Passionné de théâtre, il est diplômé à la National Youth Theatre en 2009 avant de rejoindre l'université de Bristol pour étudier les arts notamment. Il est également diplômé de Central School of Speech and Drama.

### Carrière
Après avoir joué dans quelques pièces de théâtre, il obtient, pour son premier film, le rôle principal du film Un jour dans la vie de Billy Lynn, réalisé par le taïwanais Ang Lee, adaptation du roman Billy Lynn's Long Halftime Walk de Ben Fountain, aux côtés notamment de Kristen Stewart ou de Vin Diesel.
Il signe un contrat avec l'agence Creative Artists Agency pour obtenir des rôles aux États-Unis.
Un an plus tard, en 2017, il joue dans le film À l'heure des souvenirs de Ritesh Batra aux côtés de Jim Broadbent et de Charlotte Rampling.
En 2018, il participe au film historique La Favorite où il interprète le rôle de Samuel Masham, 1er baron Masham au côté d'Olivia Colman et d'Emma Stone, réalisé par le cinéaste grec Yórgos Lánthimos. Il tourne également dans Operation Finale de Chris Weitz avec Oscar Isaac, Ben Kingsley et Mélanie Laurent.
En 2019, il est présent dans les films historiques Marie Stuart, reine d'Écosse de Josie Rourke avec Margot Robbie et Saoirse Ronan et Harriet de Kasi Lemmons, ainsi que dans Boy Erased de Joel Edgerton. Cette même année, il fait ses premiers pas à la télévision dans la mini-série A Christmas Carol, où il retrouve Guy Pearce après Marie Stuart, reine d'Écosse.
En 2022, il incarne le rôle principal masculin du film Stars at Noon de la Française Claire Denis aux côtés de Margaret Qualley.

### Vie privée
De septembre 2016 à janvier 2023, il partageait la vie de la chanteuse américaine Taylor Swift.

## Filmographie

### Cinéma
- 2016 : Un jour dans la vie de Billy Lynn (Billy Lynn's Long Halftime Walk) d'Ang Lee : Billy Lynn
- 2017 : À l'heure des souvenirs (The Sense of an Ending) de Ritesh Batra : Adrian Finn Sr.
- 2018 : La Favorite (The Favourite) de Yórgos Lánthimos : Samuel Masham
- 2018 : Operation Finale de Chris Weitz : Klaus Eichmann
- 2018 : Marie Stuart, reine d'Écosse (Mary Queen of Scots) de Josie Rourke : Robert Dudley
- 2019 : Boy Erased de Joel Edgerton : Henry
- 2019 : Harriet de Kasi Lemmons : Gideon Brodess
- 2021 : The Souvenir Part II de Joanna Hogg : Max
- 2021 : La Dernière Lettre de son amant (The Last Letter from Your Lover) d'Augustine Frizzell : Laurence Stirling
- 2022 : Stars at Noon de Claire Denis : Daniel
- 2022 : Catherine Called Birdy de Lena Dunham : oncle George
- 2024 : Kinds of Kindness de Yórgos Lánthimos : l’homme évaluant les objets de collection / Jerry / Joseph
- 2024 : The Brutalist de Brady Corbet : Harry Lee Van Buren
- 2025 : Hamnet de Chloé Zhao : Bartholomew

### Télévision

#### Séries télévisées
- 2019 : A Christmas Carol : Bob Cratchit
- 2022 : Conversations with Friends : Nick Conway